# روفی-ل-اشیری
روفی-ل-اشیری (به فرانسوی: Ruffey-lès-Echirey) یک کمون در فرانسه با جمعیت ۱٬۱۳۲ نفر است که در Canton of Dijon-1 واقع شده‌است.